# آجیت کومار
آجیت کومار (انگلیسی: Ajith Kumar؛ زادهٔ ۱ مهٔ ۱۹۷۱) هنرپیشه اهل کشور هند است. وی در فیلم‌های تامیلی زبان بازی می‌کند. از فیلم‌هایی که وی در آن نقش داشته‌است می‌توان به آشوکا، من دیده‌ام، دیده‌ام، بیلا، سرخ، قلعه عشق، روح، بازی فریب، نگاه مستقیم، آغاز، احتیاط، پاویترا، اگر مرا می‌شناسی، شادی، تاریخ، اصل، نسیم خوشبختی، خنده طولانی، آیا او خواهد آمد؟، شهروند، دینا و قدرت اشاره کرد و فیلم معروفش «ودالام» در سال ۲۰۱۵ اکران شد و این فیلم باعث شد که شهرت و محبوبیت بیشتری از قبل پیدا کند.